# 東南植物楽園

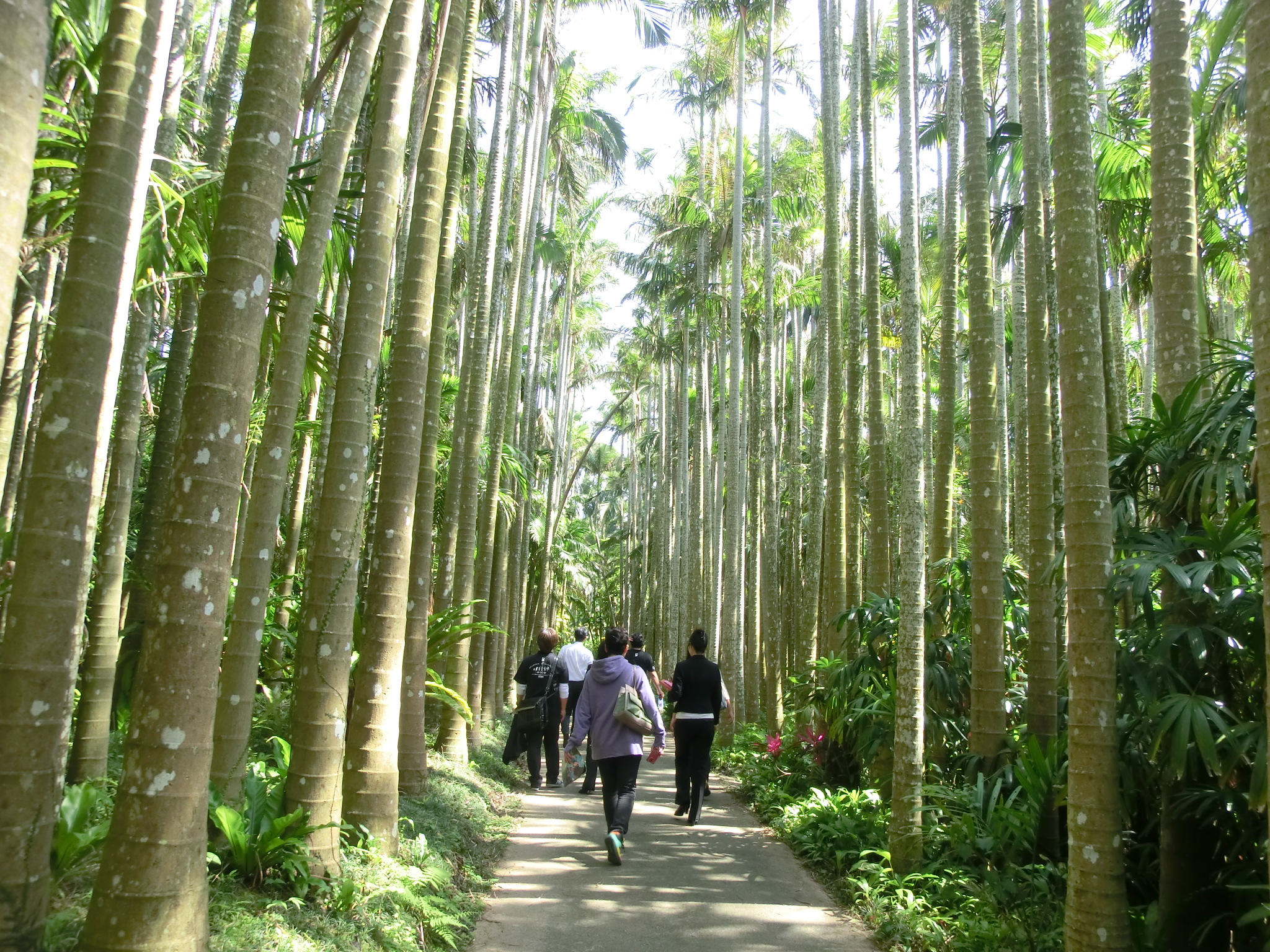
ヤシの木路

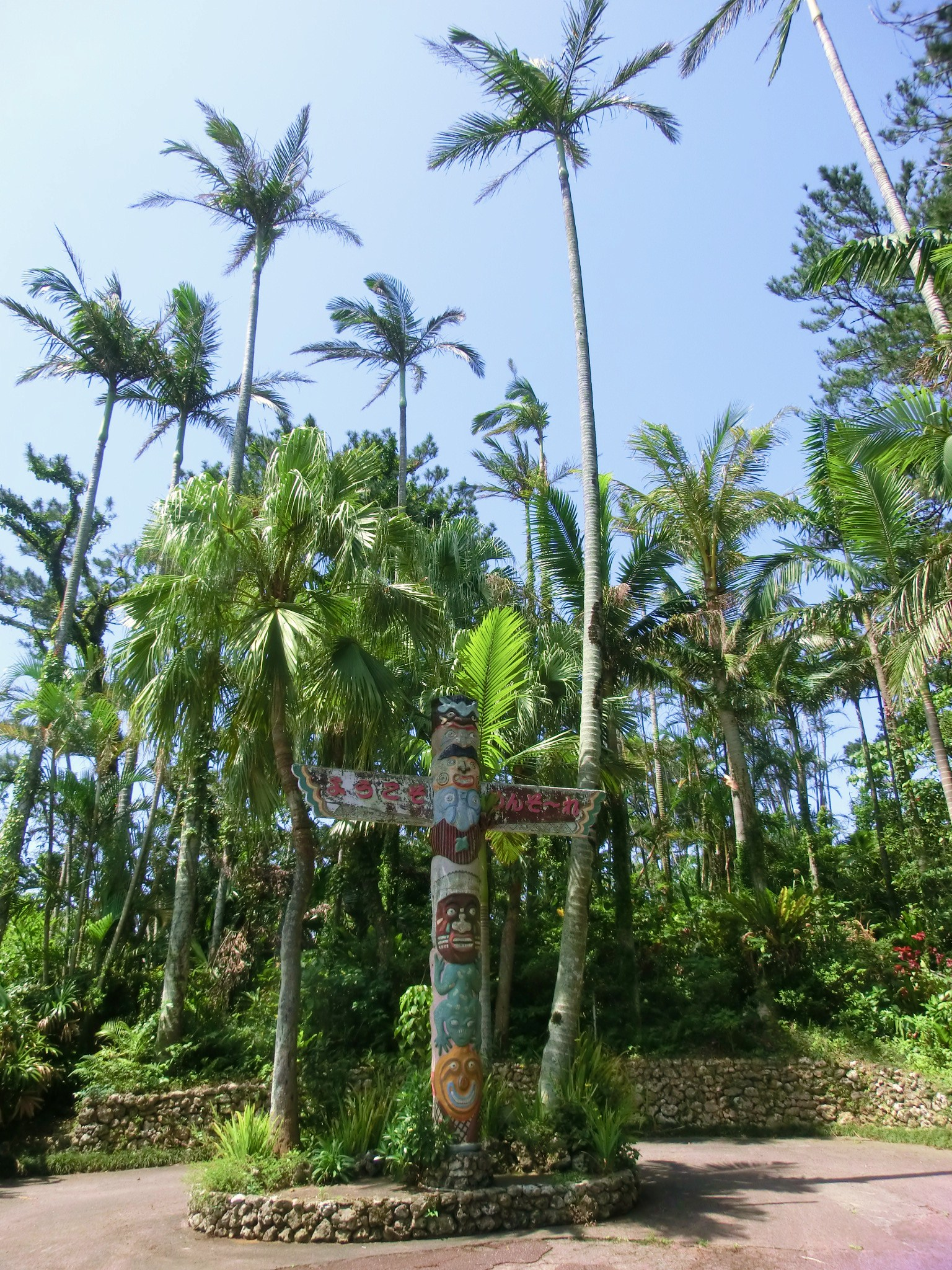
めんそーれトーテムポール

東南植物楽園（とうなんしょくぶつらくえん）は、沖縄県沖縄市知花に所在する日本の植物園、博物館相当施設である。年間を通して南国の景色が広がり、約1,300種5万株以上の植物を有する日本最大級の屋外植物園。国の登録記念物への登録が答申されている（官報告示を経て正式指定となる）。

## 沿革
- 1968年3月 現在の農場エリア（美の里わくわくファーム）に大林農園として創業。「東南楽園」と命名。
- 1970年2月 有限会社東南植物楽園を設立。
- 1973年 「東南楽園」を「東南植物楽園」に改名。
- 1975年 沖縄海洋博を機に水上楽園エリアを開設。
- 1981年12月 沖縄県博物館相当施設に認定（県内第1号）。
- 2002年9月 園内にあるレストランを大改装し、レストラン事業を開始（ガーデンレストラン ボタニカ）。
- 2005年2月 オリジナルファッションブランド「木花～Bocca」プロジェクトスタート。
- 2009年1月 アグリビジネスを開始。花卉類・野菜類の生産販売を本格稼動。
- 2010年12月29日 事業譲渡交渉の行き詰まりのため[2][3]休園。[4]
- 2013年3月 県内で医療法人やホテルなどを経営するタピックグループが東南植物楽園の全株式を取得し、事業譲渡が成立。[5][6]
- 2013年7月6日 営業再開。
- 2018年4月14日 琉球金宮観音菩薩像（像高約25ｍ）の一般公開を開始。[7]
- 2018年9月30日 台風24号の影響により琉球金宮観音菩薩像が倒壊。[8]

## その他
- 1996年ごろから2001年までのCMは、BGMをひめゆりパークのものと並行して使用していた。
- 路線バスが園内まで乗り入れていたが、赤字路線として2000年代に廃止された。現在の最寄りバス停は琉球バス交通90番の沖縄市農民研修センター前（徒歩20分）。またかつては定期観光バスも立ち寄っていたが現在は中止されている。